# Silvério Augusto de Abranches Coelho e Moura
Silvério Augusto de Abranches Coelho e Moura ComNSC (Cabanas, 22 de Dezembro de 1813 – Viseu, 13 de Fevereiro de 1896) foi chefe político dos liberais do distrito de Viseu e presidente do Partido Progressista local, tendo combatido na guerra civil e desembarcado no Mindelo em 1832 com D. Pedro IV.

## Biografia
Numa Pompílio, no seu livro Filhos Ilustres de Viseu (1937), diz de Silvério de Abranches, como era comummente conhecido, que foi «chefe político do maior prestígio e da maior honestidade de princípios, carácter impoluto e bondosíssimo, figura imponente de Viseu, legando à numerosíssima Família os mais austeros princípios de honra e dignidade».
Era filho de João de Abranches Garcia Mascarenhas, senhor da quinta de Fontes, em Sandomil, onde nasceu, alferes de Granadeiros do Regimento de Milícias de Arganil (5 de Janeiro de 1809), que fez a Guerra Peninsular e veio casar a Cabanas, onde viveu e foi escrivão e tabelião (proprietário) do Juízo Ordinário do julgado de Carregal do Sal (30 de Março de 1844), e de sua mulher D. Antónia Maria Delfina Coelho de Moura, 5.ª morgada de Stº António do Outeiro de Pedrógão (Cabanas).
Silvério de Abranches cursava Direito na Universidade de Coimbra quando começou a guerra civil. Alistou-se aos 18 anos de idade no famoso Batalhão Académico, embarcou para a ilha Terceira e desembarcou no Mindelo em 1832 com D. Pedro IV, com quem combateu desde o Cerco do Porto à conquista do Algarve, como capitão e depois major do Corpo de Voluntários da Rainha, criado na ilha Terceira, tomando parte, além do Cerco do Porto, na batalha de Pernes, na tomada de Leiria e nas batalhas de Sant’Ana e de Asseiceira, tendo sido condecorado com a Medalha das Campanhas da Liberdade.
Com o fim da guerra (1834), obteve em 1836 de D. Maria II o cargo de correio-mor de Viseu e em 1837 foi casar a Roma com D. Maria Efigénia de Sousa de Lemos e Menezes de Noronha (1817 – 1905), irmã do Dr. Paulo Emílio de Sousa de Lemos e Menezes, outro visiense ilustre, ambos filhos do não menos ilustre Dr. João Victorino de Sousa e Albuquerque, chefe político dos liberais da Beira Alta e figura proeminente de Viseu, posição em que seus filho e genro lhe sucederiam. Sua mulher, D. Maria Efigénia, ficou conhecida pela sua excentricidade e coragem varonil, reveladas em várias estórias que a tradição preservou, nomeadamente aquela que celebra o facto de ter salvo o seu marido e outros liberais da cidade de serem assassinados pelo celebrado facínora João Brandão, a soldo dos miguelistas. O já referido coronel Numa Pompílio, na mesma obra, a propósito deste facto salienta sua «admirável coragem, sangue frio e heroísmo».
Silvério de Abranches foi depois, em Viseu, escrivão e tabelião (proprietário) do Juízo de Direito da comarca (30 de Outubro de 1855), várias vezes vereador da Câmara Municipal, escrivão da Santa Casa da Misericórdia (1860-1865), sendo comendador da Ordem de Nossa Senhora da Conceição de Vila Viçosa (29 de Novembro de 1870) e fidalgo cavaleiro da Casa Real. Nesta cidade viveu na sua Casa do Chão-do-Mestre (da herança do conde de Santa Eulália, parente de sua mulher), onde faleceu com 82 anos de idade, sendo ainda proprietário, entre outras, das quintas de S. João Velho, em Vildemoinhos, e do Bosque, em Marzovelos (Viseu).
Silvério Augusto de Abranches Coelho e Moura e D. Maria Efigénia de Sousa de Lemos e Menezes de Noronha deixaram 12 filhos, entre os quais o General Eng. Silvério de Abranches de Lemos e Menezes e D. Ana de Abranches de Lemos e Menezes, que casou com conselheiro Dr. José Maria de Sousa de Macedo, último presidente da Câmara Municipal de Viseu durante a Monarquia (com geração em Clara Berta de Abranches de Souza de Macedo), que, conjuntamente o General Dr. José Victorino de Sousa e Albuquerque, sobrinho de D. Maria Efigénia, dominaram a política visiense na geração seguinte.